# Oidemastis caliginosa
Oidemastis caliginosa là một loài bướm đêm trong họ Noctuidae.